# Виповзька сільська рада
| Виповзька сільська рада — колишній орган місцевого самоврядування у Переяслав-Хмельницькому районі Київської області з адміністративним центром у с. Виповзки. Історична дата утворення: в 1991 році. Сільській раді були підпорядковані населені пункти: - с. Виповзки |

## Склад ради
Рада складалася з 16 депутатів та голови.

### Керівний склад ради
| ПІБ                        | Основні відомості                                                                      | Дата обрання | Дата звільнення |
| -------------------------- | -------------------------------------------------------------------------------------- | ------------ | --------------- |
| Прохорович Марія Миронівна | Сільський голова, 1954 року народження, освіта, Всеукраїнське об'єднання «Батьківщина» | 26.03.2006   | 31.10.2010      |
| Потупа Андрій Григорович   | Сільський голова, 1970 року народження, освіта середня спеціальна, безпартійний        | 31.10.2010   |                 |

Примітка: таблиця складена за даними джерела